# 符騰堡的克莉絲汀·夏洛特
符騰堡的克莉絲汀·夏洛特（德語：Christine Charlotte von Württemberg，1645年10月21日—1699年5月16日），東菲士蘭親王妃，符騰堡公爵埃伯哈德三世的女兒。

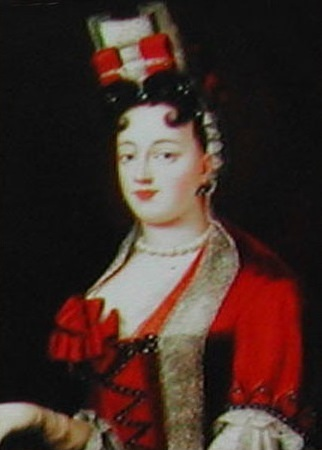

## 家庭
1662年，克莉絲汀·夏洛特與東菲士蘭親王格奧爾格·克里斯蒂安結婚，兩人共有1子2女：
1. 艾伯哈爾汀·卡塔里娜（1663年—1664年），夭折
2. 朱麗安妮·夏洛特（1664年—1666年），夭折
3. 克里斯蒂安·埃伯哈德（1665年—1708年）